# Doroguszycha
Doroguszycha (ros. Дорогушиха) – wieś w Rosji, w rejonie charowskim obwodu wołogodzkiego. W 2010 r. liczyła 31 mieszkańców.